# Oxymycterus akodontius
El ratón hocicudo (Oxymycterus akodontius) es una especie de roedor de la familia Cricetidae, endémica de Argentina.